# Miguel Ángel Sánchez López
Miguel Ángel Sánchez López (sinh ngày 2 tháng 7 năm 1980) là một cầu thủ bóng đá người Nicaragua gần đây nhất thi đấu cho Matagalpa.

## Sự nghiệp câu lạc bộ
Anh từng thi đấu cho các đội bóng ở giải Nicaragua Real Madriz và Diriangén nơi anh rời khỏi vào mùa hè năm 2006 để trở lại Madriz. Hợp đồng cùng với Matagalpa bị hủy bỏ vào tháng 3 năm 2014.

## Sự nghiệp quốc tế
Sánchez có màn ra mắt cho Nicaragua vào tháng 2 năm 2004 trong trận giao hữu trước Haiti và có tổng cộng 7 lần ra sân, không ghi được bàn nào. Anh từng đại diện quốc gia trong một trận đấu tại Vòng loại giải vô địch bóng đá thế giới và thi đấu tại Cúp bóng đá UNCAF 2005.
Trận đấu quốc tế cuối cùng của anh là vào tháng 2 trong trận đấu tại Cúp bóng đá UNCAF 2005 trước Belize.